# بركة (عرف)

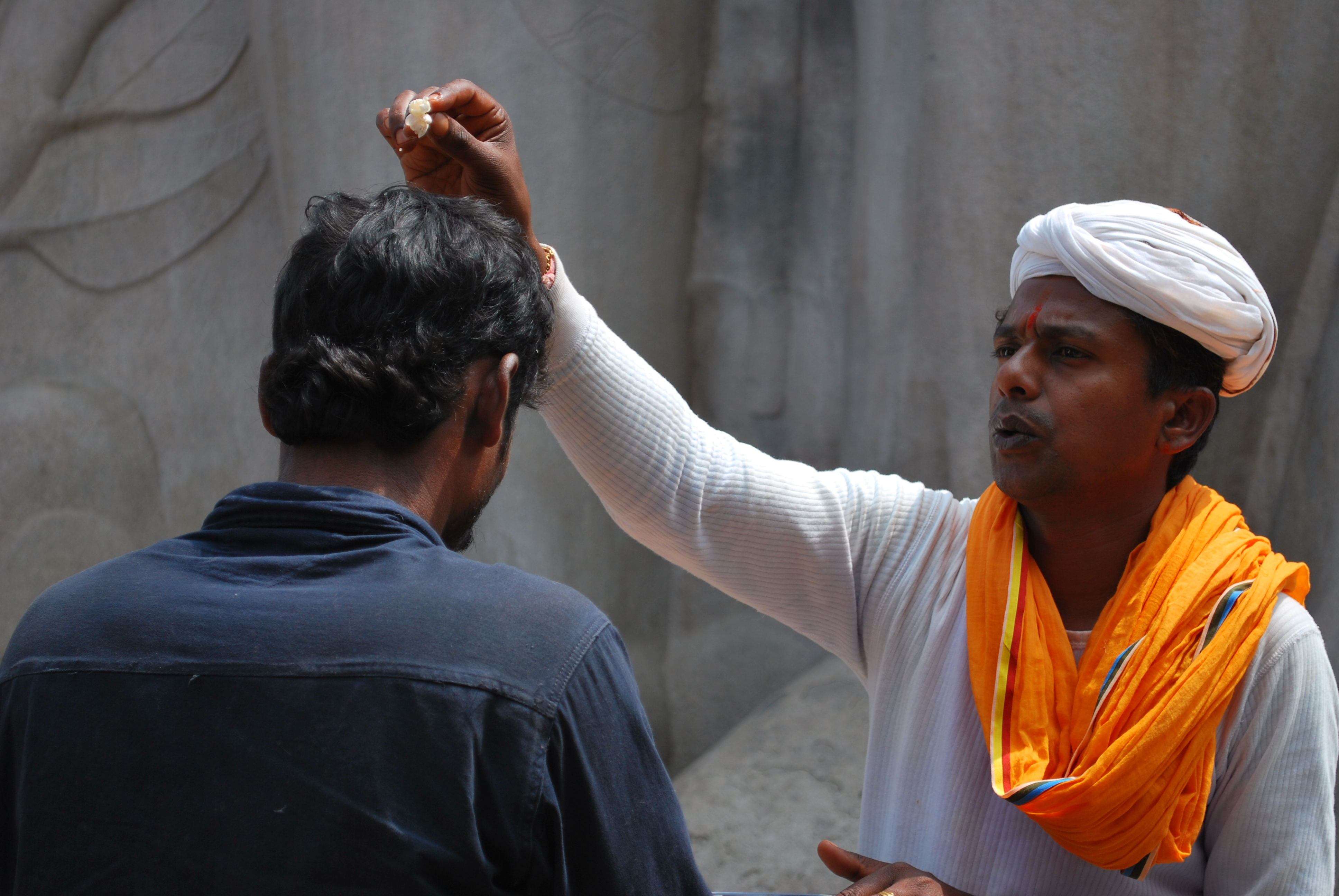

البركة ثبوت الخير في الشيء. وتطلق على النماء والزيادة (خلاف النقص) والسعادة وهي اليمن. ويقربه معنى الفتوح وهو حصول الشيء من غير المتوقع منه والنعمة للمنفعة المفعولة على جهة الإحسان إلى الغير، ومعنى النصيب والحظ في الاصطلاح.

## اللغة
أصل البرك صدر البعير وإن استعمل في غيره ويقال له بركة وبرك البعير ألقى بركه، واعتبر منه معنى اللزوم، فقيل ابتركوا أي ثبتوا ولازموا الموضع، وابتركت الدابة وقفت وقوفا كالبروك، وسمي محبس الماء بركة.
والبركة ثبوت الخير الإلهي في الشيء. قال تعالى لفتحنا عليهم بركات من السماء والأرض وسمي بذلك لثبوت الخير فيه ثبوت الماء في البركة.
والمبارك ما فيه ذلك الخير، على ذلك. قال تعالى ونزلنا من السماء ماء مباركا، ولما كان الخير الإلهي يصدر من حيث لا يحس، وعلى وجه لا يحصى ولا يحصر قيل لكل ما يشاهد منه زيادة غير محسوسة هو مبارك وفيه بركة، وإلى هذه الزيادة أشير بما روي أنه لا ينقص مال من صدقة، لا إلى النقصان المحسوس.

## الاستعمالات
تستعمل الكلمة في كلام العامة في الدعاء وتأتي أيضا كناية على الاكتفاء. وتدخل الكلمة في أسماء بعض المصارف والمؤسسات الخيرية.
في علم النبات، تأتي الكلمة مضافة إلى نوع من الزهر تيمنا بجلبه الشفاء والمسمى حبة البركة.